# Planlagt forældelse
Planlagt forældelse er et princip inden for industrielt design, hvor et givet produkt bevidst designes til at holde i en begrænset levetid, selvom det potentielt kunne holde længere.
Fænomenet stammer fra USA. Det er svært at fastsætte et bestemt oprindelsestidspunkt. De første omfattende eksempler på planlagt forældelse fandt sted i 1920’erne, mens selve begrebet ’planlagt forældelse’ fik sit gennembrud med udgivelsen af den amerikanske økonom Bernard Londons tekst Ending the Depression through planned obsolescence i 1932.
En fabrikant kan have visse økonomiske interesser i bevidst at forringe kvaliteten af sit produkt. Idet produktet hurtigere vil gå i stykker og blive uanvendeligt, vil forbrugerens købecyklus forkortes, og fabrikanten vil over tid kunne opretholde en større produktion end ellers. Desuden gør kvalitetsforringelsen ofte produktet billigere at fremstille. Producenten vil således også opnå større indtjening og øget konkurrencedygtighed.
I de senere år er der blevet sat etiske og miljømæssige spørgsmålstegn ved den ’brug-og-smid-væk’-lignende kultur, som planlagt forældelse fremmer i en tid, hvor der til stadighed er øget fokus på den menneskelige indflydelse på natur og klima.

## Historisk perspektiv

### Phoebuskartellet
Et af de første kendte eksempler på aktiv anvendelse af planlagt forældelse er samtidig en af de mest omfattende; ’Glødepærekonspirationen’, 1924-1939.
Bag glødepærekonspirationen stod Phoebuskartellet – et kartel bestående af verdens dengang førende producenter af glødepærer: tyske Osram, engelske Associated Electrical Industries, hollandske Philips, ungarske Tungsram, franske Compagnie des Lampes og amerikanske General Electrics. Kartellets mål var at udvikle en glødepære som havde en levetid på 1.000 til maksimum 1.500 timer (mod de 2500 timer som ellers var udbredt i 1920’erne). Dette lykkedes i løbet af få år.
Grundet kartellets markedsdominans hindredes en række kvalitetsmæssigt langt bedre glødepærer i at blive markedsført.
Phoebuskartellet er nyligt skildret i den franske dokumentar The Light Bulb Conspiracy fra 2010.

### Ford og General Motors – modstridende værdisæt
1920’ernes amerikanske bilindustri er et andet eksempel på den spæde anvendelse af planlagt forældelse.
Op til 1921 var Ford Motor Company ekstremt succesrig. Med ’Model T’, der blev produceret i 15 mio. eksemplarer – kun i sort – sad Ford i 1921 på 61 % af det amerikanske bilmarked (ref: s. 5). For koncernens grundlægger, Henry Ford, var bilernes kvalitet og holdbarhed af højeste prioritet. I 1922 udtalte Ford:
| Citat | ”Vi kan ikke forestille os, hvordan vi skulle betjene forbrugeren med mindre vi laver noget til ham, som – så vidt det er os muligt – vil holde for evigt (…) Vi vil ikke være tilfredse med at en købers bil bliver slidt i stykker eller forældet. Vi vil have, at en mand, der køber en af vores biler, aldrig bliver nødt til at købe en anden bil.” | Citat |
|       | |       |

Fords nærmeste konkurrent, General Motors, indførte op gennem 1920’erne forretningsprincipper, der adskilte sig væsentligt fra Ford-koncernens værdigrundlag. Her var det ikke kvaliteten, men omsætningen der havde førsteprioritet. General Motors satsede på jævnligt at kunne præsentere nye bilmodeller med nye tekniske finesser i en fremtoning, der skulle få tidligere modeller til at virke gammeldags. Design, mode og massiv markedsføring skulle tiltrække kundeskaren. I takt med, hele tiden at skulle præsentere noget nyt og interessant, måtte tidligere modellers status forfalde til et stadie af forældelse, hvor udskiftning syntes nødvendig. Som lodret modsætning til Ford-citatet ovenfor, udmeldte Harley Earl (en af datidens ledende skikkelser i General Motors):
| Citat | ”Det er vores store udfordring at påskynde forældelse” | Citat |
|       |                                                        |       |

På bilmarkedet gik General Motors' strategi sin sejrsgang: fra 1922 til 1927 halveredes Fords markedsandel fra 60 % til 30 %, og Model-T måtte tages ud af produktion.
Glødepærekonspirationen og General Motor-strategien er to forskellige eksempler på anvendelse af planlagt forældelse. Hvor Phoebuskartellet ikke levnede forbrugerne mulighed for at købe glødepærer med lang levetid, var GM’s kvalitetsforringelser af bilmodeller i sidste ende stimuleret af forbrugernes købemønstre.
Planlagt forældelse findes i flere forskellige udgaver, men fælles er, at et produkts levetid forsøges forkortet.

## Typer af planlagt forældelse
Målet med planlagt forældelse er at forkorte ’produktion, køb, brug og kasserings’-cyklussen – altså den tid der går, fra en vare bliver fremstillet, til den ender som affald. I den forbindelse kan to parametre varieres: producenten kan aktivt nedsætte produktets brugstid (se Fremskyndet totalnedslidning og Tilskyndet funktionsnedsættelse), eller udnytte forbrugerens trang til at købe nyt og lokke denne til unødvendigt at erstatte et endnu fungerende produkt (se afsnittet Forbrugerforførelse).

### Fremskyndet totalnedslidning
Produktet designes, så det efter et forudbestemt tidsrum vil gå i stykker og blive uanvendeligt. Ofte mister produktet sin fulde funktionalitet umiddelbart efter, at garantien er udløbet. Phoebuskartellets glødepærer er et eksempel herpå.
En udbredt metode til at begrænse et komplekst produkts levetid er at indbygge enkeltdele med nedsat holdbarhed, som, når de går i stykker, vil få hele systemet til at miste sin fulde funktionalitet. Eksempelvis fremstillede Apple omkring år 2000 iPods med ikke udskiftelige batterier, som havde en begrænset levetid på ca. 18 måneder.
Et andet tilfælde af lignende karakter er printere, der melder om defekter eller kræver blækpatroner udskiftet efter udskrivning af et bestemt antal sider, selvom printeren intet fejler.
Underdimensionerede kondensatorer i elektriske apparater, anvendelse af plastik i stedet for metal samt dårlige bomuldsfibre i tekstiler er hyppige eksempler på ’svageste led’ der får et ellers velfungerende produkt til at blive uanvendeligt.

### Tilskyndet funktionsnedsættelse
Brugstiden, hvor produktet kan anvendes med sin fulde funktionalitet, forsøges nedsat.
Inden for software-branchen lanceres ofte programmer, som tidligere versioner af programmet ikke kan læse.
Ved løbende afskaffelse af produkt- og vedligeholdelsestjenester bliver det svært for en kunde, der har problemer med et produkt, at få hjælp.
Ved at sammensætte komplekse produkter med mekanismer, som kun kan håndteres med specialværktøj, eller ved at fastlime vitale dele (f.eks. batterier i elektronik) besværliggøres vedligeholdelse og reparation. Eventuelt kræves en specialist, og i sidste ende kan det blive dyrere for en kunde at reparere produktet end at købe et nyt.
Ved at lade reparationsdele udgå af sortimentet kan det i visse tilfælde være umuligt at reparere et defekt produkt.

### Forbrugerforførelse
Forbrugeren lokkes til at købe nyt, selv om nyanskaffelsen er unødvendig. Producenten appellerer til forbrugerens købetrang gennem reklamer og hyppig præsentation af nye modeller inden for den bestemte type af produkter. I en tid, hvor megen identitet bindes i de genstande man ejer, øges mange forbrugeres tilbøjelighed til at holde trit med nyeste mode og erstatte ejendele, der ellers intet fejler (f.eks. computere og mobiltelefoner/smartphones), eller købe flere ting, end man har brug for (f.eks. tøj). Denne livsstilsbaserede udgave af planlagt forældelse vandt især frem i 1950’erne efter krigstidens spare-år.

## Hvorfor gøre brug af planlagt forældelse?
Formålet med planlagt forældelse er at skabe økonomisk vækst. I 1958 bemærkede den amerikanske industridesigner Brooks Stevens:
| Citat | ”Hele vores økonomi er baseret på planlagt forældelse og enhver som kan læse uden at bevæge sine læber burde vide det på nuværende tidspunkt. Vi laver gode produkter og får folk til at købe dem, for året efter at introducere noget, som gør disse produkter gammeldags og forældede. Vi gør det af den klareste grund: for at tjene penge.” | Citat |
|       | |       |

### Økonomisk vækst
Planlagt forældelse – når metoden anvendes eftertænksomt – fører til øget omsætning hos den producerende virksomhed. Forestiller man sig, at et produkt bliver udviklet i så god en kvalitet, at det er uforgængeligt, vil forbrugeren kun behøve at købe et produkt af denne type én gang. På et tidspunkt vil markedet være mættet og fabrikantens omsætningsgrundlag være forsvundet.
Sørger fabrikanten derimod for, kunstigt at reducere produktets funktionstid, vil efterspørgslen blandt forbrugerne opretholdes, og fabrikanten sikres en bestandig omsætning. Desuden vil lavere udgifter til dårligere materialer øge fabrikantens indtjening. Grundet de reducerede omkostninger vil produktet kunne sælges billigere, og således være mere attraktivt blandt forbrugerne i konkurrencen på det frie marked. Succesfuld anvendelse af planlagt forældelse forudsætter dog, at kvalitetsforringelsen sker gradvist, så forbrugeren ikke fra dag til anden mærker forringelsen.
Produkter, designet til at have nedsat levetid, har vist sig at klare sig godt i konkurrencen på det frie marked. Den tyske økonom Christian Kreiss konstaterer:
| Citat | ”Overkapacitet på markeder, uoverskuelige markeder, gevinstorientering samt etiske standarder har i de seneste generationer udviklet sig i en sådan retning, at det har ført til en opblomstring og vækst inden for planlagt forældelse, sådan at det i dag er et massefænomen.” | Citat |
|       | |       |

#### Tema: Planlagt forældelse som middel mod økonomisk depression
I kølvandet på den økonomiske depression i 1929 foreslog den amerikanske økonom Bernard London kunstigt forkortet produktlevetid som midlet, der skulle føre USA ud af den omfattende krise. I en tid, hvor varehusene var proppet med forbrugsgoder, diagnosticerede London:
| Citat | ”Det essentielle økonomiske problem er at organisere købere snarere end at stimulere producenter … folk bruger nu alt hvad de ejer i meget længere tid i forhold til hvad de havde for vane før depressionen” | Citat |
|       | |       |

Ifølge London skulle planlagt forældelse afhjælpe problemet:
| Citat | ”I fremtiden må vi ikke bare planlægge hvad vi skal gøre, men vi skal også planlægge at bringe forældet arbejde til fald (…) Jeg vil have regeringen til at tilskrive en levetid til sko, huse og maskiner, alle produkter fra manufakturindustrien, mineindustrien og landbruget (…) og de skal sælges og bruges inden for deres tildelte levetid som kendes af forbrugeren” | Citat |
|       | |       |

Resultatet, mente London, ville være en opblomstring i den amerikanske industri:
| Citat | ”Nye produkter vil konstant vælte ud af fabrikkerne og overtage pladsen fra det forældede, industriens hjul vil holdes kørende og beskæftigelse reguleret og sikret for masserne” | Citat |
|       | |       |

Til forskel fra de i dag udbredte udgaver af planlagt forældelse var det i Londons model statens opgave at regulere et produkts levetid, ligesom denne levetid skulle kendes af forbrugeren. Produktet skulle ikke (nødvendigvis) gå i stykker af sig selv, men efter at have passeret sin tildelte udløbsdato aktivt destrueres for at skabe plads til nye produkter.
Londons argumenter for sin model af planlagt forældelse er tilsvarende af økonomisk karakter, men med et socialt politisk anstrøg, idet beskæftigelse sikres for arbejderklassen.
Londons model blev aldrig realiseret.

## Hvad fremmer anvendelsen af planlagt forældelse?
Trods industriens økonomiske fordele ved anvendelsen af planlagt forældelse betvivles det, om modellens udbredelse på længere sigt er i flertallets interesse (se bl.a. afsnittet Følgevirkninger af planlagt forældelse herunder). Følgende faktorer fremmer en producerende virksomheds incitament til at anvende planlagt forældelse:

### Overkapacitet på markedet
Overkapacitet opstår, når der fremstilles flere produkter inden for en branche, end der kan afsættes til forbrugerne. Efterspørgslen efter produktet vil falde og industrien gå i stå. Ved at give produktet en kunstigt nedsat levetid vil den enkelte forbrugers købecyklus forkortes og salget af produktet øges over tid.

### Uoverskuelige markeder
På et uoverskueligt marked er det svært for en forbruger at holde en producent ansvarlig for sine varer. Hvis der er et stort produktudvalg inden for den bestemte branche, og hvis produkterne er komplekse (f.eks. elektronik), er det svært for kunden at gennemskue, hvad der kan forventes af produktet. På den måde bliver det lettere for producenten at gøre brug af planlagt forældelse uden at skulle frygte for sanktioner fra kundeskaren.

### Gevinstorienterede virksomhedsejere
Særligt i store koncerner og aktieselskaber er der forventninger til, at der løbende genereres udbytte. Med økonomisk gevinst for øje er planlagt forældelse et oplagt tiltag.

### Etisk indstilling
Aktiv anvendelse af planlagt forældelse er oftest et indgreb, der foretages af ledelsen af den producerende virksomhed. Det rejser en moralsk problemstilling, bevidst at fremstille et kvalitetsforringet produkt. Med størrelsen af en virksomhed øges anonymiteten blandt aktionærerne samt forventningerne til økonomisk udbytte. I den forbindelse mindskes etiske hensyn, og det bliver lettere for ledelsen at implementere planlagt forældelse. Når et produkt fremstilles spiller faglig ære væsentligt ind i processen, men når udviklingen af et produkt indeholder mange led og omfatter mange mennesker, kan den enkeltes faglige ærekærhed fortabes i kompleksiteten. Under udviklingen af et produkt hindres ingeniørerne ofte i at yde deres optimale, idet der fra ledelsens side stilles krav til, hvor meget det færdige produkt må koste, samtidig med at der er en deadline for, hvornår produktet skal være klar til at komme på markedet.

### Det frie marked
Planlagt forældelse så dagens lys på det frie marked i den vestlige verden. I det tidligere Sovjetunionen og DDR, hvor produktionen var statsstyret, havde ingen virksomhedsejere økonomiske fordele af at tilrettelægge industrien efter principperne bag planlagt forældelse. Planlagt forældelse er først og fremmest et fænomen, der hører sig det frie marked til.

## Følgevirkninger af planlagt forældelse
Som det er selve grundideen i princippet planlagt forældelse, vil de omfattede produkter have nedsat funktionstid. Produkters nedsatte levetid har følgende bivirkninger:
1. Forbrugeren vil på et tidspunkt få besværet med produktet, der enten er gået i stykker eller ikke er fuldt funktionsdygtigt.
2. Affaldsmængden øges. De forældede produkter ender før eller senere i affaldssystemet, hvor ikke alt genbruges. Meget elektronik deponeres i udviklingslande hvor det forurener og danner arbejdsplads for en række mennesker under forhold, som er yderst kritisable (ref: DanWatch dokumentar: The Light Bulb Conspiracy).
  1. Den øgede affaldsmængde sammenlagt med måden, affaldet håndteres på, øger de sociale skel på tværs af landegrænser.
  2. Det affald, som ikke genbruges eller deponeres, afbrændes.
3. Ressource- og materialeforbruget øges unødvendigt. Råstofferne til fremstilling af erstatningerne for de forældede produkter hentes i naturen og forårsager således en belastning for miljøet. Med ’unødvendig’ forstås, at forbruget kunne mindskes ved en kvalitetsorienteret produktfremstilling.
4. Energiforbruget øges unødvendigt. Fremstilling, transport og salg af et produkt er alle – i varierende omfang – energidrevne processer. Med ’unødvendig’ forstås, at forbruget kunne mindskes ved en kvalitetsorienteret produktfremstilling.

En tysk rapport, bestilt af partiet Bundestagsfraktion Bündnis 90/Die Grünen, fra marts 2013 har undersøgt, hvad det ville medføre, hvis al planlagt forældelse blev afskaffet. Det tyske forbrugermønster må antages at være sammenligneligt med det danske. Rapporten anslår at 6-14 % af en husholdnings udgifter er ramt af planlagt forældelse.
Rapporten vurderer at afskaffelse af planlagt forældelse vil muliggøre lukninger af en række kraftværker og forbrændingsanlæg. Desuden frigøres kapital hos forbrugerne, som potentielt kan investeres i nye markeder.
Da det er meget svært at sætte tal på ovenstående variable, er rapportens udregninger udeladt i denne artikel. De er dog offentligt tilgængelige på: http://www.gruene-bundestag.de/fileadmin/media/gruenebundestag_de/themen_az/umwelt/PDF/Studie-Obsoleszenz-BT-GRUENE-vorabversion.pdf Arkiveret 17. april 2013 hos  Wayback Machine

## Mulige tiltag
En stadig større gruppe miljøforkæmpere og forbrugere ønsker, at der foretages indgreb over for anvendelsen af planlagt forældelse, da den nuværende forbrugscyklus ikke er bæredygtig. Mulige tiltag kunne være:
1. Længere holdbarhedsgarantier.
2. Længere tid med forbrugertjenester.
3. Ændrede krav til produktdesign, så produktet bliver lettere at vedligeholde og reparere ved defekter.
4. Ændret forbrugerindstilling – afvænning fra ’brug og smid væk’-kulturen, herunder at undlade at købe ting, man ikke har brug for, samt at passe bedre på de ting man har. I flere tilfælde er det f.eks. muligt at reparere et defekt produkt. På hjemmesider som ifixit.com kan man finde et stort antal manualer til, hvordan man selv kan udbedre diverse produktdefekter.
5. Forbrugere der lejer i stedet for at eje. Idet producenten forbliver ejeren af sine produkter, forbliver ansvar for vedligeholdelse og holdbarhed ved denne. Et eksempel på en virksomhed, der tilbyder at leje sine produkter ud, er dækproducenten Michelin.[8] Jævnfør denne forretningsmodel er det også i producentens interesse, at produktet holder så længe som muligt.

### ’Vugge til vugge’-princippet
(måske bedre kendt på engelsk: ’Cradle-to-cradle’ eller C2C) 
Et muligt, bæredygtigt tiltag fra producentens side er at designe sine produkter jævnfør ’Vugge til vugge’-princippet. Ifølge princippet skal selve produktet indgå i en cyklus, hvor ingen materialer spildes. Produktets bestanddele deles op i to kategorier:
Tekniske næringsstoffer; ugiftige, syntetiske materialer, der kan genbruges igen og igen uden kvalitetsforringelser.
Biologiske næringsstoffer; organiske materialer, som efter brug kan afleveres tilbage til naturen, hvor det omdannes fuldstændigt og indgår i de naturlige kredsløb.
Ved at følge ’vugge til vugge’-princippet undgås at materialer tages ud af deres cyklusser (enten tekniske eller biologiske) og ender som affald, ligesom udvindingen af råstoffer i naturen vil mindskes. Det kræver en omstilling og indebærer en række teknologiske udfordringer at udvikle fuldstændigt genbrugelige produkter, men en række eksempler har vist, at ’vugge til vugge’-modellen er en reel mulighed. ’Vugge til vugge’-modellen er imidlertid ikke en løsning til energiproblemet ved planlagt forældelse, eftersom der er energitab i alle stofbearbejdningsprocesser.

## Politiske overvejelser
Planlagt forældelse er ikke øverst på den politiske dagsorden. Pr. marts 2013 indgår begrebet ’planlagt forældelse’ ikke i nogen former for EU-lovgivning. Specielt i Europa forsøger flere partier dog at sætte fokus på problemstillingen og indføre lovgivning, der sætter nye rammer for anvendelsen af planlagt forældelse. I Tyskland diskuteres lovkrav om øgede holdbarhedsgarantier. Især Grüne Bundestag inkluderer overvejelser angående planlagt forældelse i sit politiske program.

I Schweiz rettede partiet Grüne Fraktion d. 7. juni 2012 følgende forslag i forbundsrådet:
| Citat | ’Forbundsrådet skal forelægge parlamentet en beretning, hvori virkningen af forskellige tiltag vurderes, til bekæmpelse af den planlagte forældelse.’ | Citat |
|       | |       |

Forslaget blev afslået med begrundelsen:
| Citat | ’At et flertal af producenterne målrettet forkorter deres produkters levetid er en påstand, som er svær at eftervise (…) Grundlaget for forslaget er for spinkelt.’ | Citat |
|       | |       |

Da det er svært at sætte en grænse for, hvornår den førtidige forældelse af et produkt er tilsigtet, er det svært, direkte at rette lovgivning mod anvendelsen af planlagt forældelse.
Planlagt forældelse berøres dog indirekte af andre tiltag inden for miljølovgivning og forbrugerbeskyttelse. Blandt andet diskuteres hvorvidt EU’s energi-labels (mærkater der angiver, hvor energieffektivt et elektrisk apparat er) i fremtiden skal omfatte informationer om holdbarhedsgarantier, produktets økologiske fodspor samt et mål for genanvendeligheden af produktet. Desuden kan EU’s Økodesign-direktiv af 2009 gennem produktspecifikke, langtidssigtede indgreb bidrage til at mindske omfanget af planlagt forældelse.

## Eksempler på anvendelsen af planlagt forældelse
Der skal her henvises til den tyske hjemmeside Murks-nein-danke.de, der har som erklæret formål at samle en database over forbrugsgoder, der bærer præg af førtidig nedslidning. Her skal blot nævnes nogle få eksempler:
Underdimensionerede kondensatorer
Kondensatorer er komponenter i elektriske kredsløb, der midlertidigt kan opbevare elektrisk energi. Kondensatorer er således at finde i flere elektriske apparater. En kondensators levetid afhænger blandt andet af den spændingsforskel, den udsættes for, samt temperaturen i det miljø, den befinder sig i. Ved at placere en kondensator i et varmt miljø – blandt andet op ad varmeudviklende komponenter – eller ved blot at anvende underdimensionerede kondensatorer, forkortes kondensatorens og dermed apparaturets levetid.
Det er muligt at udskifte en kondensator.
Anvendelse af plastik i stedet for metal
- f.eks. som tandhjul i en røremaskine. Plastik er ikke nær så slidstærkt som metal. Tandhjulene vil førtidig slides ned og maskinen miste sin funktionalitet. Defekten er svær at reparere.
Anvendelse af kortfibret bomuld
Stof, vævet af kortfibret bomuld, bliver hurtigt flænset og får et slidt udseende.
Fastlimning af vitale dele i komplekse apparater
- bl.a. batterier i elektriske apparater. Eksempelvis har Apple gjort brug af denne metode. Om det overhovedet er muligt at udskifte det fastlimede element ved defekt, så udsættes de dele, som elementet er hæftet til, for yderligere beskadigelse. Reparation besværliggøres i en sådan grad, at der i visse tilfælde skal en specialist til. I sidste ende kan det vise sig billigere at udskifte hele produktet – at købe nyt i stedet for at reparere.
Mikro-chips der melder om defekter
Et kendt eksempel er printere, der melder om tomme blækpatroner længe før patronerne er tomme. I printeren er der indbygget en mikrochip, kodet til at melde om snarlig udskiftning af tonere/blækpatroner efter et forudbestemt antal sideudskrivninger.